# Ibrahim Mohamed Solih
Ibrahim Mohamed Solih, (Maldivas, 4 de maio de 1969) mais conhecido como Ibu, é um político maldivo, presidente das Maldivas entre 2018 e 2023.
Solih foi eleito pela primeira vez para o parlamento em 1994, aos 30 anos de idade, como parlamentar pelo seu atol Faadhippolhu. Ele desempenhou um papel de liderança na formação do Partido Democrático das Maldivas e do Movimento de Reforma Política das Maldivas de 2003 até 2008, o que levou o país a adotar uma nova constituição moderna e democracia multipartidária pela primeira vez em sua história. Solih também foi alto membro do parlamento e do Majlis Especial. Membro fundador do Partido Democrático das Maldivas, Solih foi eleito presidente das Maldivas em 23 de setembro de 2018, após ter derrotado o presidente titular Abdulla Yameen nas eleições presidenciais de 2018, assumindo o cargo em 17 de novembro de 2018 e tendo como vice Faisal Naseem.